# Tolånga
Tolånga är kyrkbyn i Tolånga socken och en småort i Sjöbo kommun, Skåne län. Här ligger Tolånga kyrka.